# Halberstadt C.V
Halberstadt C.V byl německý dvoumístný jednomotorový průzkumný dvouplošník z období první světové války.

## Vznik
Letoun Halberstadt C.V vznikl jako rychlá náhrada za neúspěšný typ Halberstadt C.III. Po zalétání začátkem března 1918 byl již 14. března odeslán s pilotem K. Voigtem do konkursu na letadla třídy C, kterého se účastnilo celkem 27 nových prototypů. Nový C.V poháněl překomprimovaný vodou chlazený stojatý šestiválec Benz Bz.IV o výkonu 147 kW se speciální dvoulistou vrtulí. Výzbroj tvořil jeden synchronizovaný kulomet Maxim LMG.08/15 ráže 7,92 mm vlevo na trupu před pilotem a jeden pohyblivý kulomet Parabellum LMG.14 stejné ráže, který obsluhoval pozorovatel. Stroj unesl až 50 kg pum.

## Výroba
Na konci března 1918 Idflieg testy všech prototypů ukončil a u společnosti Halberstadt objednal 50 předběžných kusů. Po statických zkouškách, které proběhly mezi 26. březnem a 22. dubnem, byly provedeny dodatečné úpravy konstrukce a teprve po nich byla podepsána v dubnu konečná objednávka na 150 strojů C.V.
V dubnu 1918 obdržela objednávku na 100 licenčních C.V rovněž továrna Bayerische Flugzeug Werke, v červnu pak 150 a v srpnu 200. Současně bylo objednáno i 150 kusů u Automobil und Aviatik AG v Lipsku, dalších 100 v září. V květnu 1918 Idflieg zadal výrobu 200 letounů C.V také u Deutsche Flugzeug Werke, později přiobjednal dalších 100.
V měsíci říjnu obdržel Halberstdt objednávku na 60 strojů a v listopadu na posledních 50 společně se 100 kusy od Aviatiku a BFW. Výroba pokračovala i po podepsání příměří z Compiègne až do 30. ledna 1919.

## Nasazení
Prvních deset pozorovacích Halberstadtů C.V bylo odesláno na frontu koncem června 1918, následující měsíc tam působilo již 50. V srpnu 1918 na západní frontě operovalo již 192 C.V. Tvořily např. výzbroj jednotek Flieger Abteilung 46b, 287b, 298b a 429. Z vítězných mocností převzaly USA 21 C.V, Británie 20 a Francie dva.

## Specifikace (C.V)

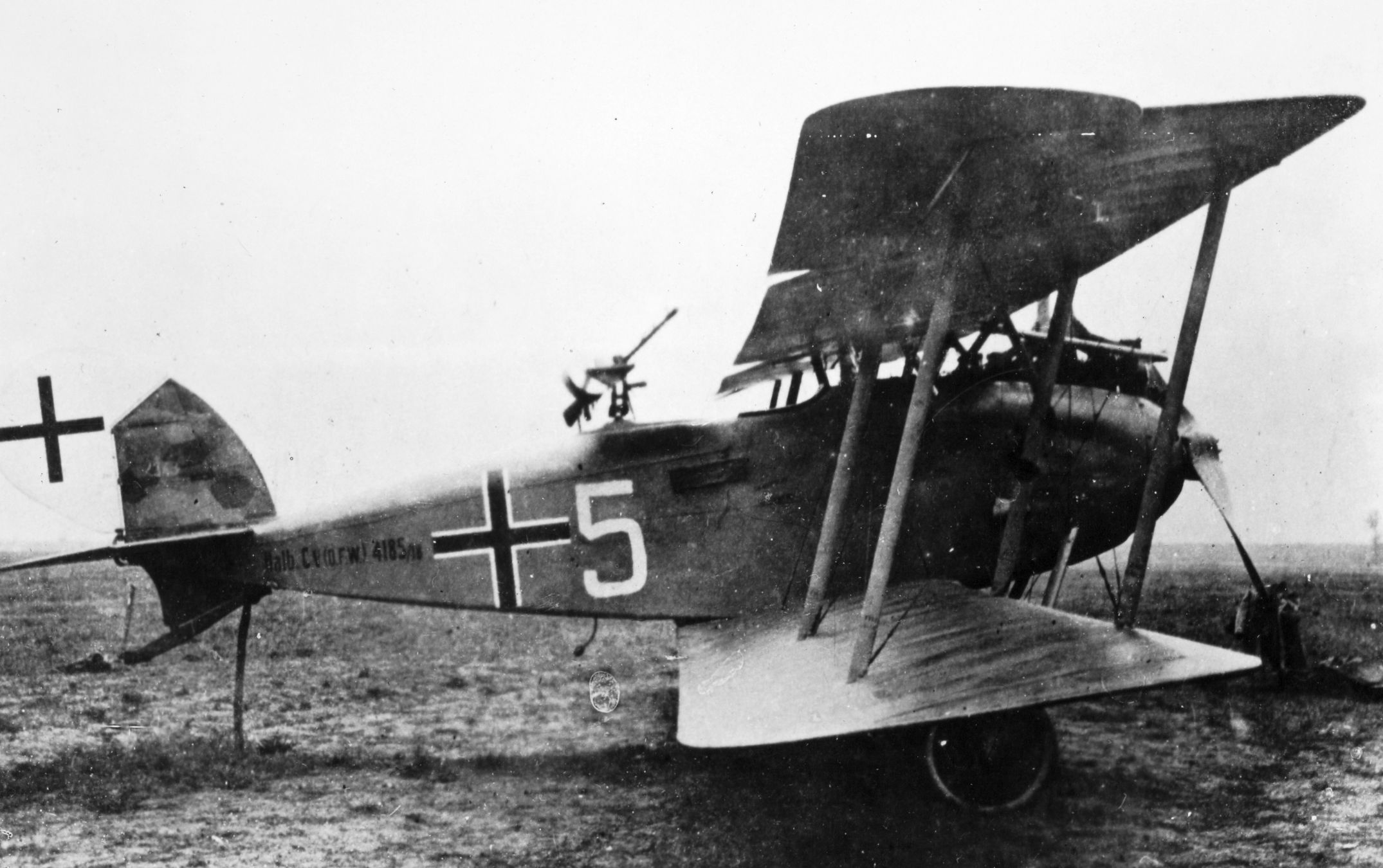
Halberstadt C.V

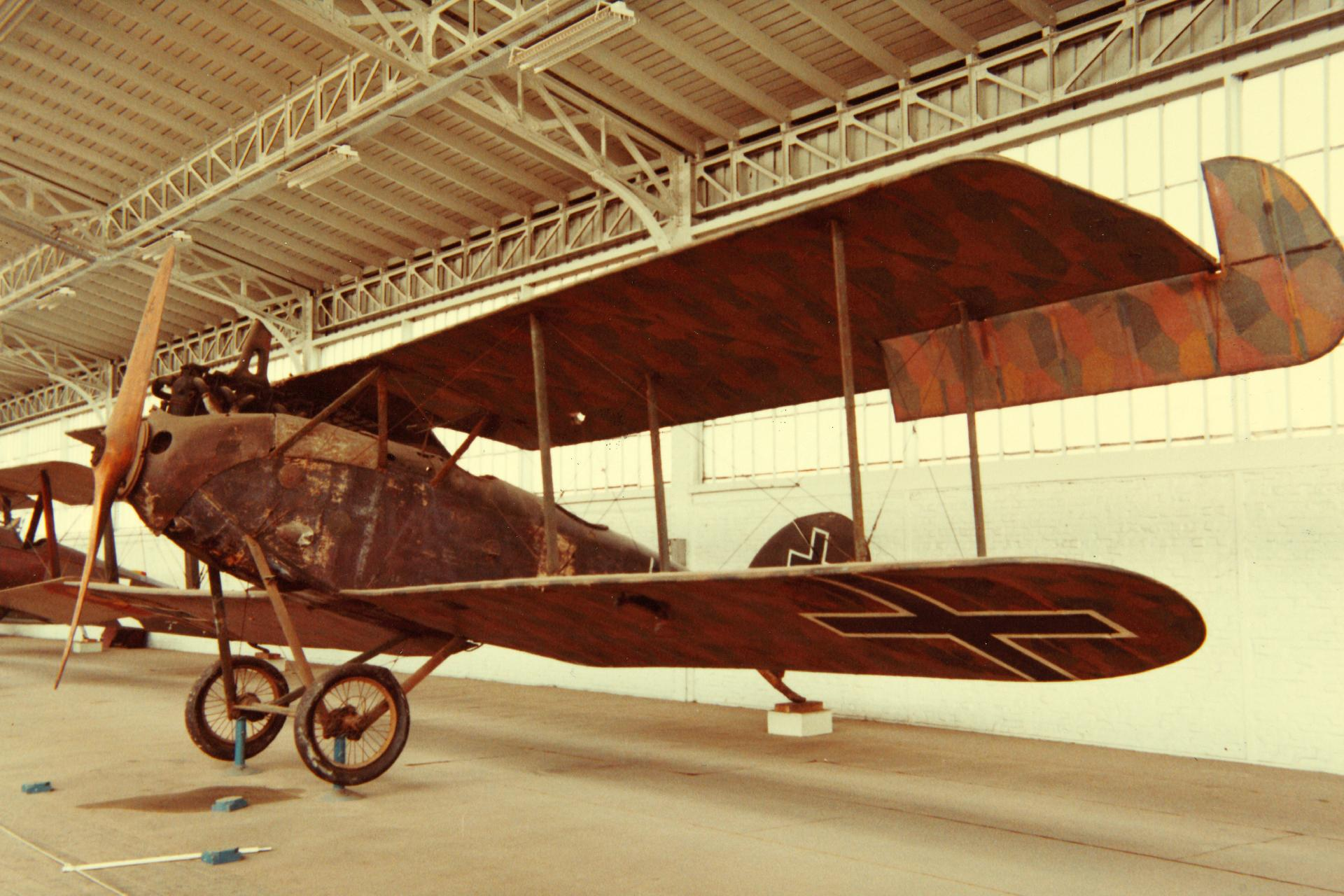
Halberstadt C.V

Údaje dle

### Technické údaje
- Osádka: 2[3]
- Rozpětí: 13,62 m
- Délka: 6,92 m
- Výška: 3,36 m
- Nosná plocha: 38,94 m²
- Hmotnost prázdného letounu: 930 kg
- Vzletová hmotnost: 1360 kg
- Pohonná jednotka: 1 × šestiválcový řadový motor Benz Bz.IVü[4]
- Výkon pohonné jednotky: 200 hp (150 kW)[4]

### Výkony
- Max. rychlost u země: 180 km/h
- Výstup do 2000 m: 4,5 min
- Výstup do 5000 m: 25,9 min
- Vytrvalost: 3,5 h
- Dostup: 6850 m

### Výzbroj
- 1 × synchronizovaný kulomet Spandau lMG 08 ráže 7,92 mm
- 1 × pohyblivý kulomet Parabellum MG 14 ráže 7,92 mm
- max. 50 kg pum[5]